# Syzygospora
Syzygospora G.W. Martin (grzyboniszczka) – rodzaj grzybów z klasy pieczarniaków (Agaricomycetes). Niektóre gatunki to grzyby naporostowe.

## Charakterystyka
Grzyby pasożytnicze rozwijające się na innych grzybach. Mają galaretowate owocniki, drzewkowato rozgałęzione ssawki, strzępki septowane, a ich bazydiospory rozmnażają się przez pączkowanie. Charakteryzują się osobliwą morfologią podstawek i zdolnością niektórych gatunków do tworzenia bardzo małych, błoniastych bazydiokarpów. Zaliczane są do grzybów kortycjoidalnych.

## Systematyka i nazewnictwo
Pozycja w klasyfikacji według Index Fungorum: Filobasidiaceae, Filobasidiales, Incertae sedis, Tremellomycetes, Agaricomycotina, Basidiomycota, Fungi.
Synonimy nazwy naukowej: Carcinomyces Oberw. & Bandoni, Heterocephalacria Berthier.
Polską nazwę nadał Władysław Wojewoda w 1998.
Gatunki występujące w Polsce:
- Syzygospora bachmannii Diederich & M.S. Christ. 1996 – grzyboniszczka chrobotkowa, syzygospora Bachmana
- Syzygospora effibulata (Ginns & Sunhede) Ginns 1986 – grzyboniszczka bezsprzążkowa[7]
- Syzygospora mycetophila (Peck) Ginns 1986[8]
- Syzygospora pallida (Hauerslev) Ginns 1986 – grzyboniszczka korownicowa
- Syzygospora physciacearum Diederich 1996 – grzyboniszczka obrostowa
- Syzygospora tumefaciens (Ginns & Sunhede) Ginns 1986[8] – grzyboniszczka zniekształcająca[9]

Nazwy naukowe na podstawie Index Fungorum. Wykaz gatunków i nazwy polskie według W. Wojewody i innych.